# Borborothis brunneri
Borborothis brunneri är en insektsart som beskrevs av Bolívar, I. 1890. Borborothis brunneri ingår i släktet Borborothis och familjen Anostostomatidae. Inga underarter finns listade i Catalogue of Life.